# Lada (district de Prešov)
Lada (hongrois : Láda) est un village de Slovaquie situé dans la région de Prešov.

## Histoire
Première mention écrite du village en 1410.

## Démographie

### Évolution de la population
| Année:               | 1994. | 2004.   | 2014.   | 2024.   |
| -------------------- | ----- | ------- | ------- | ------- |
| Nombre de personnes: | 757   | 822     | 835     | 837     |
| Différence:          |       | +8,58 % | +1,58 % | +0,23 % |

| Année:               | 2023. | 2024.   |
| -------------------- | ----- | ------- |
| Nombre de personnes: | 833   | 837     |
| Différence:          |       | +0,48 % |